# Swindon Town FC
A Swindon Town Football Club egy angol labdarúgócsapat, melyet 1879-ben alapítottak és székhelye Swindonban, Wiltshire megyében található. A csapat jelenleg a League Two-ban, az angol labdarúgás negyedik osztályában szerepel. Hazai mérkőzéseit 1896 óta a County Groundon játssza, a stadion 15 728 szurkoló befogadására alkalmas.

## Klubtörténet

### A kezdetektől a '60-as évekig
A Swindon Townt 1879-ben alapította William Pitt liddingtoni tiszteletes. A csapat 1894-ben vált profivá és ugyanebben az évben csatlakozott a frissen megalapított Southern Football League-hez. A klub egyik legmeghatározóbb játékosa akkoriban Septimus Atterbury volt.

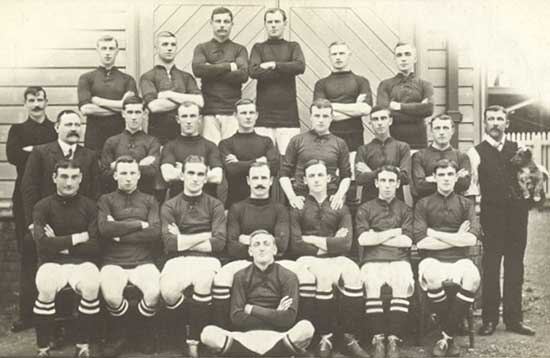
A Swindon Town csapata az 1909/10-es szezonban

A Swindon az 1909/10-es szezonban története során először bejutott az FA Kupa elődöntőjébe, ahol a későbbi győztes Newcastle United ellen esett ki. 1910-ben a Townt és a Barnsleyt meghívták Párizsba, a Parc des Princes stadionban megrendezésre kerülő Dubonnet Kupára. A barátságos tornát a swindoniak nyerték 2-1-re. A csapat mindkét gólját Harold Fleming szerezte.
Az 1910/11-es idényben a klub bajnok lett a Southern Football League-ben, így bejutott a Charity Shieldbe, ahol a The Football League bajnoka, a Manchester United volt az ellenfele. A találkozóra 1911. szeptember 25-én került sor, a Stamford Bridge-en. A United 8-4-re nyert, ezzel a mai napig ez a leggólgazdagabb angol szuperkupa mérkőzés. A mérkőzés bevételeinek egy részét később a Titanic katasztrófájának túlélőinek adományozták. 1912-ben a Swindon ismét bejutott az FA Kupa elődöntőjébe, ahol újrajátszott mérkőzésen 1-0-ra kikapott a Barnsleytól.
A csapat sikereit ekkoriban legfőképp tehetséges csatárának, Harold Flemingnek köszönhette, akit 1909 és 1914 között 11 alkalommal is behívtak az angol válogatottba, annak ellenére, hogy nem a The Football League-ben játszott. Fleming teljes játékoskarrierjét (1907–1924) a csapatnál töltötte és egész életében Swindon városában élt.
A Town 1920-ban csatlakozott a The Football League-hez és alapító tagja lett a harmadosztálynak. Első meccsén 9-1-re verte a Luton Townt. A The Football League-en belül máig ez a legjobb eredménye a csapatnak.
A második világháború kitörése után háborús célokra használták a csapat stadionját, a County Groundot, ahol egy ideig hadifoglyok voltak elszállásolva, a pályán felállított bódékban. A háború végeztével, 1945-ben 4570 fontot kapott kompenzációként ezért a klub. A háború rosszabbul érintette a Swindont, mint a többi angol csapat nagy részét és kis híján tönkre is ment. Hosszú időt vett igénybe, mire a csapat összeszedte magát. Végül 1963-ban sikerült egy osztályt feljebb lépnie, amikor másodikként végzett a Northampton Town mögött a harmadosztályban. 1965-ben a klub kiesett a másodosztályból és ismét a Division Three-ben találta magát.

### 1969–1990
1969-ben a Swindon nagy meglepetésre 3-1-re legyőzte az Arsenalt a Ligakupa döntőjében, megnyerve fennállása első komoly trófeáját. Kupagyőzelmének köszönhetően a klub története során először elindulhatott volna egy nemzetközi kupában, a Vásárvárosok kupájában, de a The Football League szabályai szerint csak az első osztályban szereplő Ligakupa-győztesek indulhattak. A csapat kárpótlásként részt vehetett a rövid életű Angol-Olasz kupasorozatokban. Elsőként az 1969-es Angol-Olasz Ligakupában indult, ahol a Coppa Italia-győztes AS Roma volt az ellenfele. A mérkőzést a Town nyerte 5-2-re. A frissen igazolt Arthur Horsfield mesterhármast szerzett és a Ligakupa-döntőn duplázó Don Rogers is lőtt egy gólt. Ezt követően, 1970-ben az Angol-Olasz Kupában is elindult a Swindon, ahol bejutott a döntőbe. Az SSC Napoli elleni finálét a 79. percben félbe kellett szakítani, mivel a szurkolók berontottak a pályára és pirotechnikai eszközöket vetettek be egymás ellen. A biztonsági őrök csak könnygáz segítségével tudták elérni, hogy a játékosok biztonságosan visszavonulhassanak az öltözőbe. A találkozót a Swindon nyerte 3-0-ra.
A vezetőségben bekövetkezett változásokat követően a csapatot egy hosszú, sikertelen időszak sújtotta és 1982-ben kiesett a negyedosztályba, a The Football League legalacsonyabb osztályába. 1986-ban bajnokként jutott vissza a harmadosztályba, 102 pontot gyűjtve, amivel új rekordot döntött a The Football League-ben. Korábban egyedül a York City tudott 100 pontnál többet gyűjteni egy szezon alatt, amikor 1984-ben 101 ponttal lett bajnok. A Town az 1986/87-es szezonban a rájátszást megnyerve a harmadosztályból is feljebb lépett, így két év alatt két feljutást ünnepelhetett. Mindkét feljutást Lou Macari irányítása alatt harcolta ki a csapat, aki 1989-ben a West Ham Unitedhez szerződött. Helyét a korábbi argentin válogatott, Ossie Ardiles vette át a kispadon. Első szezonjában bejuttatta a klubot a másodosztály rájátszásába, melyet meg is nyert, így készülhetett volna első élvonalbeli idényére. Ekkor azonban kiderült, hogy a csapat 36 alkalommal vétett a The Football League szabályzata ellen, legtöbb esetben a játékosok felé intézett illegális juttatásokkal. Büntetésképpen visszasorolták a harmadosztályba, a feljutás jogát pedig a Sunderland kapta meg. A klub akkor elnöke Brian Hiller hat hónapra börtönbe került, míg a pénzügyi igazgató, Vince Farrar felfüggesztett börtönbüntetést kapott. Egy későbbi fellebbezés eredményeképp mégis a másodosztályban maradhatott a csapat.

### A '90-es évektől napjainkig: Fent és lent

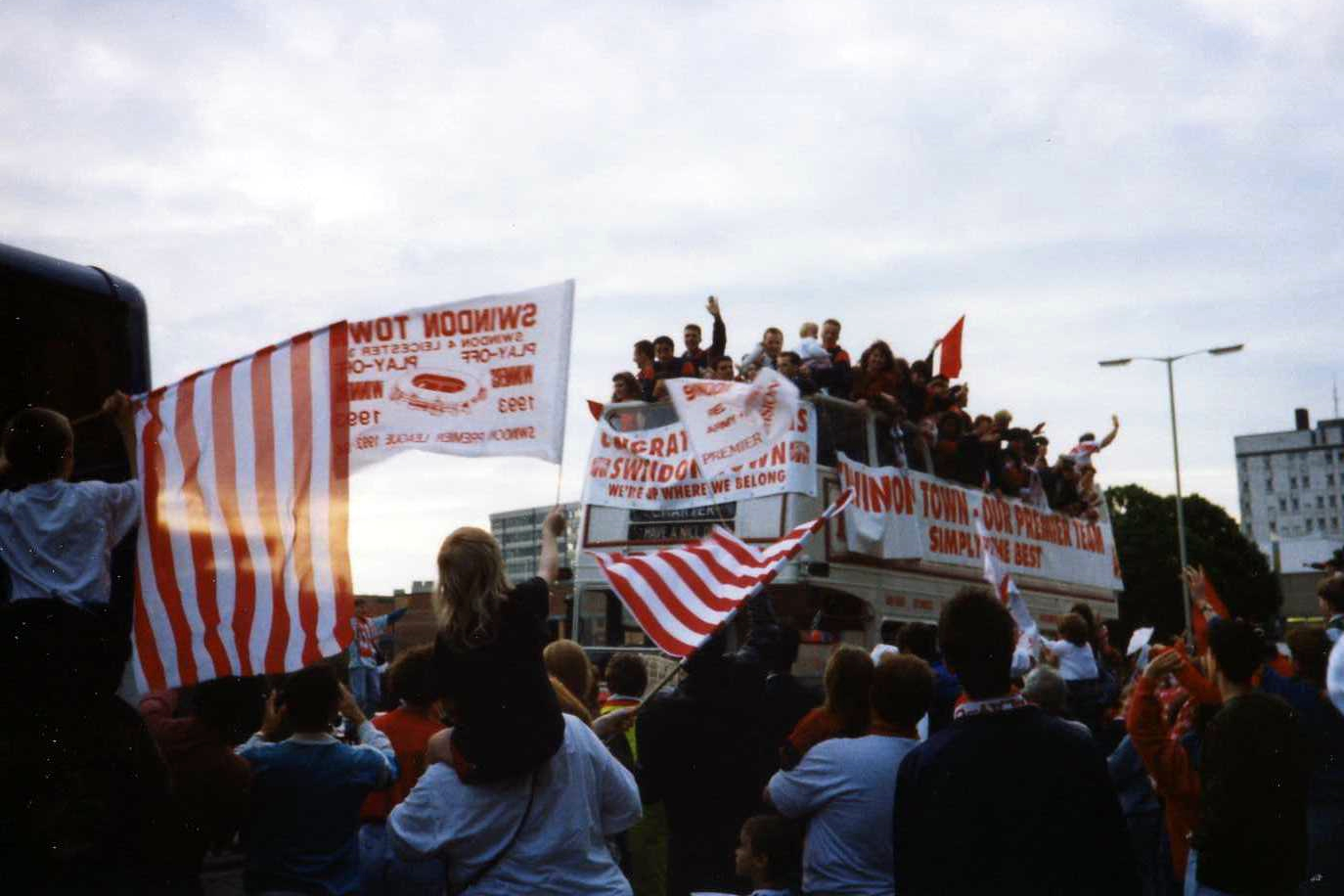
A Swindon játékosai és szurkolói ünneplik a Premier League-be való feljutást

Ardiles 1991 márciusáig maradt a Swindon menedzsere, majd a Newcastle Unitedhez szerződött. A vezetőség ezután Glenn Hoddle-t nevezte ki játékos-menedzserré. A csapat jó játékot mutatott az 1991/92-es szezonban, Hoddle első teljes idényében és nem sokkal maradt le a rájátszást érő helyekről. A következő évadban már sikerült kvalifikálnia magát a Townnak a rájátszásra. A döntőben 4-3-ra legyőzte a Leicester Cityt, így feljutott a Premier League-be, története során először.
Első élvonalbeli szezonját már nem Hoddle irányítása alatt kezdte meg a klub, hiszen ő 1993 nyarán a Chelsea kedvéért távozott. Az új menedzser a korábbi másodedző, John Gorman lett. A Swindon képtelen volt felvenni a Premier League ritmusát és az utolsó helyen végezve esett ki az idény végén. Mindössze öt győzelmet gyűjtött és 100 gólt kapott. Utóbbi adat a mai napig negatív rekordnak számít. Az egyik legemlékezetesebb élvonalbeli eredménye a csapatnak, hogy sikerült 2-2-es döntetlent játszania a bajnok Manchester United ellen.
A klub a következő szezonban rendkívül gyengén szerepelt a másodosztályban, ami miatt Gormant menesztették is 1994 novemberében. Utódja, a játékos-menedzser Steve McMahon ugyan nem tudta megmenteni a Vörösöket a kieséstől, de bejuttatta őket a Ligakupa elődöntőjébe. Az 1995/96-as idényben bajnok lett a harmadosztályban a csapattal, mely így egyből visszajutott a másodosztályba.
McMahon 1998 szeptemberében közös megegyezés alapján távozott a kispadról, miután a Town az 1998/99-es szezon első kilenc meccséből ötöt elvesztett. Az ezt követő öt évben öt edzőváltáson esett át a csapat (Andy Kinget kétszer is kinevezték a klub élére), időközben pedig ismét kiesett a harmadosztályba. Az anyagi gondokkal küzdő Swindon a 2003/04-es idényben ötödik lett, ezzel elindulhatott a rájátszásban. Ott azonban már az elődöntőben büntetőpárbajban kiesett a Brighton & Hove Albion ellen, így a League One-ná átkeresztelt harmadosztályban maradt.
Anyagi gondjai olyan súlyossá váltak, hogy kétszer is csődeljárás alá került fizetésképtelensége miatt. A 2005/06-os szezonban mindez a játékon is megjátszott és az akkori menedzser, Iffy Onuora sem tudta megmenteni a csapatot a kieséstől a negyedosztályba. Ezzel a Town lett az első olyan, Premier League-et megjárt csapat, mely a The Football League legalacsonyabb osztályába került.
2006 májusában Dennis Wise lett a klub új menedzsere, akivel együtt Gustavo Poyet is az edzői stábba érkezett. Vezetésük alatt jól kezdte a 2006/07-es évadot a klub, ezért októberben mindkettejüket leszerződtette a Leeds United. A veterán hátvéd, Adrian Williams vette át ideiglenesen az irányítást, Barry Hunterrel karöltve, majd november 7-én a csapatnak sikerült megegyeznie Paul Sturrockkal. Sturrocknak azonnal sikerült kivívnia a feljutást, miután a harmadik, automatikus feljutást érő helyre vezette a csapatot. A feljutás egy Walsall elleni 1-1-es döntetlennel vált biztossá, a szezon utolsó meccsén.

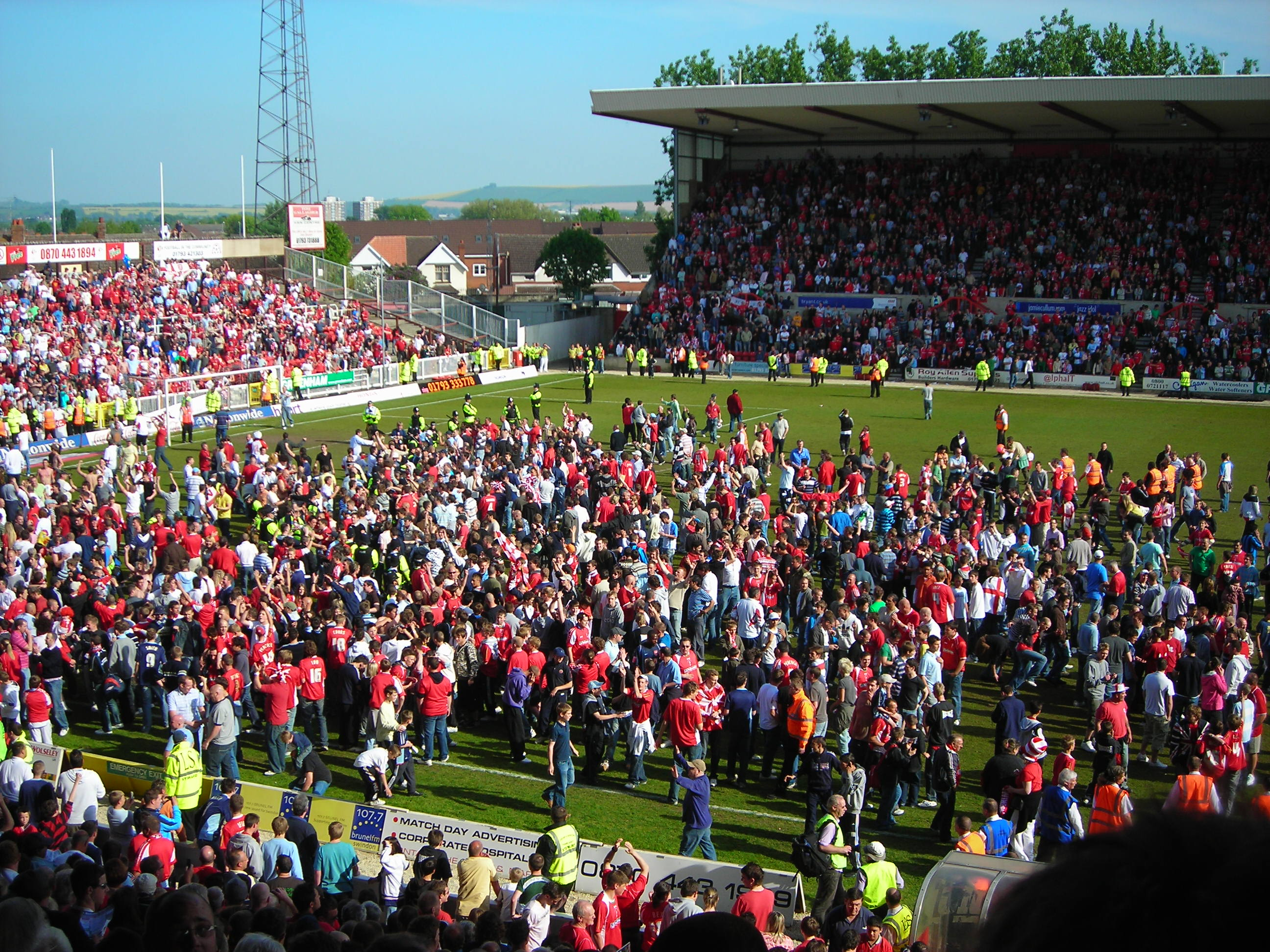
A szurkolók ünneplik a harmadosztályba való feljutást a 2006/07-es szezon végén

2008-ban a klubot felvásárolta egy helyi üzletember, Andrew Fitton által irányított csoport, mely azt tervezte, hogy a 2007/08-as szezon végére a csapat minden tartozását rendezi. Paul Sturrock időközben a Plymouth Argyle edzője lett. Helyére az általa javasolt Maurice Malpast nevezte ki a vezetőség. Irányítása alatt a Swindonnak sikerült megőriznie helyét a League One-ban és a 13. pozícióban végzett. Ebben nagy szerepe volt a 15 gólt szerző új igazolásnak, Simon Coxnak. A következő idényt olyan gyengén kezdte a csapat, hogy Malpasnak 2008. november 14-én mennie kellett, helyét ideiglenesen David Byrne vette át. A vezetőség 2008. december 26-án nevezte ki Danny Wilsont új menedzseré, akinek sikerült megmentenie a klubot a kieséstől és a 15. helyet szerezte meg, mindössze négy ponttal elkerülve a kiesőzónát.
A 2009/10-es idény valódi fellendülést hozott, annak ellenére, hogy a gólerős Simon Cox távozott. A csapat úgy vágott neki a 2010-es évnek, hogy mindössze egy pont választotta el az automatikus feljutást érő második helytől. Egy kisebb formahanyatlás miatt azonban végül csak az ötödik helyet sikerült megszereznie, ami a rájátszásra való kvalifikációra volt elég. Az elődöntőben büntetőpárbajban kiejtette a Charlton Athleticet, így készülhetett a döntőre, ahol viszont 1-0-ra kikapott a Millwalltól. Ez volt a csapat negyedik fellépése a Wembleyben, de mindössze az első veresége ott.
A feljutás lehetőségének elszalasztása után 2010 nyarán Billy Paynter ingyen a Leeds Unitedhez igazolt és a csapatkapitány, Gordon Greer is távozott. Ennek ellenére a fogadóirodák továbbra is komoly feljutóesélyeként számoltak a Swindonnal a 2010/11-es szezon előtt. A csapat ingadozó teljesítményt nyújtott az idény első felében és a középmezőnyben tanyázott, de a 2011 januárjában, a Charlton Athletic ellen aratott 4-2-es siker új reményt adott a szurkolóknak a feljebb lépésre. Ezután azonban az addigi legeredményesebb játékos, Charlie Austin a Burnleyhez igazolt. Ez annyira visszavetette a klub teljesítményét, hogy a következő 19 meccséből egyet sem nyert meg. Danny Wilson március 2-án lemondott a menedzseri posztról. Paul Hart érkezett helyette, de ő sem tudta megmenteni a Swindont a kieséstől. 2011. április 25-én vált biztossá, hogy a csapat kiesik a harmadosztályból, amikor 3-1-re kikapott a Sheffield Wednesdaytől. Hart távozott, helyét a szezon utolsó két meccsére a tartalék- és ificsapat edzője, Paul Bodin vette át.
Röviddel a szezon vége után a vezetőség bejelentette, hogy az egykori neves olasz játékos, Paolo di Canio ül le a kispadra menedzserként. Irányítása alatt első tizenhárom meccséből hetet elveszített a Town a 2011/12-es évadban, ezután viszont egy tizenöt meccses veretlenségi sorozat következett, amivel visszakerült a feljutóesélyesek közé a csapat. 2011 karácsonya után tíz meccset megnyert sorozatban, amivel klubcsúcsot döntött és előnyt szerzett üldözőivel szemben a tabella élén. A feljutás 2012. április 21-én vált biztossá, amikor bár a Swindon 3-1-re kikapott a Gillinghamtől, a szintén a feljutásért harcoló Torquay United sem tudott győzni az AFC Wimbledon otthonában. Egy héttel később, a Port Vale 5-0-s kiütésével az is eldőlt, hogy a Swindon bajnokként jut vissza a League One-ba. Az FA Kupában a harmadik fordulóban kiejtette a Premier League-ben szereplő Wigan Athleticet, mielőtt a negyedik körben kiesett volna a másodosztályú Leicester City ellen. A Football League Trophyban a döntőig jutott, de a Wembleyben végül kikapott a Chesterfieldtől.
A csapat remekül kezdte a 2012/13-as szezont és úgy tűnt, jó esélye van rá, hogy sorozatban másodszor is kiharcolja a feljutást. 2013. február 18-án azonban Paolo di Canio beadta a felmondását, a vezetőség etikátlan viselkedésére hivatkozva. Leginkább azt sérelmezte, hogy a tudta nélkül adták el Matt Ritchie-t. Az olasz helyére Kevin MacDonald ült le, aki korábban megbízott menedzserként dolgozott az Aston Villánál és a Leicester Citynél. A csapat a hatodik helyen végzett, így biztosította helyét a rájátszásba.

## Sikerek

### Bajnoki sikerek
- Másodosztály:
  - A rájátszás győztese: 1989/90, 1992/93
- Harmadosztály:
  - Bajnok: 1995/96
  - Második: 1962/63, 1968/69
  - A rájátszás győztese: 1986/87
- Negyedosztály:
  - Bajnok: 1985/86, 2011/12
- Southern League:
  - Bajnok: 1910/11, 1913/14
  - Második: 1897/98, 1908/09, 1909/10, 1912/13
- Western League:
  - Bajnok: 1898/99

### Kupasikerek

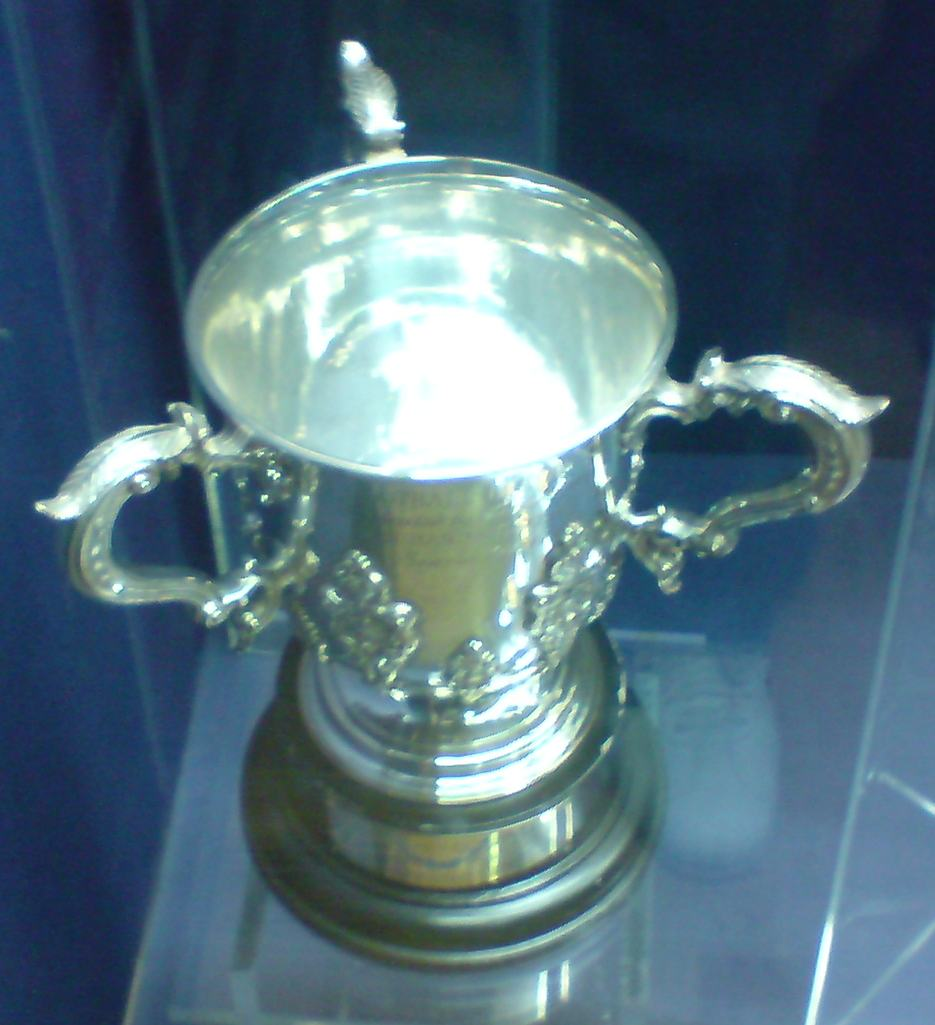
A Ligakupa serlege, melyet a Swindon 1969-ben elhódított

#### Hazai
- Ligakupa:
  - Győztes: 1969
- Football League Trophy:
  - Ezüstérmes: 2012
- FA Youth Cup:
  - Ezüstérmes: 1964
- FA Charity Shield:
  - Ezüstérmes: 1911
- Football League Third Division South Cup:
  - Ezüstérmes: 1936
- Wiltshire Cup:
  - Győztes: 1887, 1888, 1889, 1890, 1891, 1892, 1893, 1897, 1904, 1920
- Wiltshire Premier Shield:
  - Győztes: 1927, 1928, 1929, 1930, 1931, 1932, 1933, 1948, 1949, 1951, 1952, 1953, 1954, 1955, 1956, 1958, 1959, 1972, 1974, 1975, 1976, 1977, 1980, 1988, 1990, 1991, 1992, 2010
- Milk Cup Junior Section:
  - Győztes: 2006
- Milk Cup Northern Ireland Trophy:
  - Győztes: 2007

#### Nemzetközi
- Angol-olasz Kupa:
  - Győztes: 1970
- Angol-olasz Ligakupa:
  - Győztes: 1969
- Dubonnet Kupa:
  - Győztes: 1910

## Statisztikák és rekordok
A Swindonban a legtöbb pályára lépés rekordját John Trollope tartja, aki 1960 és 1980 között volt a csapat játékosa és ezalatt 889 meccset játszott. Ezekből 770 bajnoki mérkőzés volt, amivel ő tartja az egy csapat színeiben lejátszott bajnokik rekordját a The Football League-ben. Az összes pályára lépés tekintetében a középhátvéd Maurice Owen áll a második helyen a Townnál, 601 meccsel. A dobogó harmadik fokát a kapus Sam Burton áll, 509 pályára lépéssel.
A gólrekordot Harry Morris tartja 229 találattal, melyeket 1926 és 1933 között szerzett. A második helyen Harold Fleming áll 203 góllal, a harmadikon pedig Don Rogers 178-cal. Az egy szezonon alatt szerzett gólok rekordja is Morris nevéhez fűződik, aki az 1926/27-es szezonban 48 alkalommal talált be, melyek közül 47 bajnoki gólt volt. Az egy meccsen lőtt gólok csúcsát szintén Morris tartja, Keith Easttel holtversenyben, öt góllal. Morrisnak kétszer, 1926-ban és 1930-ban is sikerült ötöt lőnie egy meccsen.
A legtöbb néző 1972. január 15-én gyűlt össze a County Groundon, amikor 32 ezren voltak kíváncsiak az Arsenal elleni FA Kupa-meccsre. Mivel a stadion befogadóképessége jelenleg 15 728 fő, nem valószínű, hogy ez a rekord a közeljövőben megdőlne.
Maga a Swindon Town is állított fel rekordokat az angol labdarúgásban. Az 1985/86-os szezonban 102 ponttal lett bajnok a csapat a negyedosztályban, ami új csúcsot jelentett és mindössze egy csapat, a York City volt képes korábban 100 pont fölé jutni a The Football League-ben. A 102 pontos rekord azóta már megdőlt. A Town a Premier League-ben is tart egy rekordot, melyre azonban nem lehet túl büszke, az 1993/94-es szezonban ugyanis 100 gólt kapott, ennél többször azóta sem találtak be egyetlen csapat kapujába sem.

### Az "Év játékosa" díj nyertesei

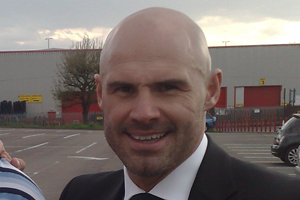
Tommy Mooney, a 2004-es "Év játékosa" díj nyertese

| Év   | Nyertes        |
| ---- | -------------- |
| 1991 | Duncan Shearer |
| 1992 | Shaun Taylor   |
| 1993 | Paul Bodin     |
| 1994 | John Moncur    |
| 1995 | Shaun Taylor   |
| 1996 | Shaun Taylor   |
| 1997 | Fraser Digby   |
| 1998 | Fraser Digby   |
| 1999 | George Ndah    |
| 2000 | Frank Talia    |

| Név  | Nyertes          |
| ---- | ---------------- |
| 2001 | Steve Mildenhall |
| 2002 | Matthew Heywood  |
| 2003 | Sam Parkin       |
| 2004 | Tommy Mooney     |
| 2005 | Sam Parkin       |
| 2006 | Rhys Evans       |
| 2007 | Lee Peacock      |
| 2008 | Miguel Comminges |
| 2009 | Simon Cox        |
| 2010 | Jonathan Douglas |

| Név  | Nyertes         |
| ---- | --------------- |
| 2011 | Matt Ritchie    |
| 2012 | Alan McCormack  |
| 2013 | Nathan Thompson |

### A legtöbbször pályára lépők
A táblázatban csak tétmeccsek szerepelnek. Zárójelben a csereként kapott játéklehetőségek száma látható.
|    | Név              | A klubál töltött évek | Bajnokik | FA Kupa-meccsek | Ligakupa-meccsek | Egyéb meccsek | Összesen |
| -- | ---------------- | --------------------- | -------- | --------------- | ---------------- | ------------- | -------- |
| 1  | John Trollope    | 1960–1980             | 767 (3)  | 61 (0)          | 47 (0)           | 11 (0)        | 886 (3)  |
| 2  | Maurice Owen     | 1946–1963             | 555 (0)  | 39 (0)          | 7 (0)            | 0 (0)         | 601 (0)  |
| 3  | Fraser Digby     | 1986–1998             | 403 (0)  | 21 (0)          | 33 (0)           | 20 (1)        | 504 (1)  |
| 4  | Sam Burton       | 1945–1961             | 467 (0)  | 27 (0)          | 6 (0)            | 9 (0)         | 509 (0)  |
| 5  | Don Rogers       | 1961–1972 1976–1977   | 411 (1)  | 31 (2)          | 34 (0)           | 11 (0)        | 487 (3)  |
| 6  | Jimmy Allan      | 1971–1985             | 371 (0)  | 32 (0)          | 33 (0)           | 0 (0)         | 436 (0)  |
| 7  | Billy Tout       | 1905–1920             | 377 (0)  | 28 (0)          | 12 (0)           | 16 (0)        | 433 (0)  |
| 8  | Joe Butler       | 1965–1976             | 355 (7)  | 25 (0)          | 29 (1)           | 11 (0)        | 420 (8)  |
| 9  | Garth Hudson     | 1948–1960             | 401 (0)  | 26 (0)          | 0 (0)            | 0 (0)         | 427 (0)  |
| 10 | Colin Calderwood | 1985–1993             | 341 (1)  | 17 (1)          | 35 (0)           | 19 (0)        | 412 (2)  |

### A leggólerősebbek
A táblázatban csak tétmeccsek szerepelnek. Zárójelben a pályára lépések száma látható.
|    | Név               | A klubnál töltött évek        | Bajnoki gólok | FA Kupa-gólok | Ligakupa-gólok | Egyéb gólok | Összesen  |
| -- | ----------------- | ----------------------------- | ------------- | ------------- | -------------- | ----------- | --------- |
| 1  | Harry Morris      | 1926–1933                     | 215 (260)     | 14 (19)       | 0 (0)          | 0 (0)       | 229 (279) |
| 2  | Harold Fleming    | 1907–1924                     | 183 (293)     | 19 (36)       | 1 (6)          | 1 (1)       | 204 (336) |
| 3  | Don Rogers        | 1961–1972 1976–1977           | 149 (412)     | 12 (33)       | 17 (34)        | 3 (11)      | 181 (490) |
| 4  | Maurice Owen      | 1946–1963                     | 150 (555)     | 15 (39)       | 0 (7)          | 0 (0)       | 165 (601) |
| 5  | Archie Bown       | 1902, 1904 1906–1919          | 125 (253)     | 10 (21)       | 7 (14)         | 0 (3)       | 142 (291) |
| 6  | Steve White       | 1986–1994                     | 87 (254)      | 2 (11)        | 11 (29)        | 11 (18)     | 111 (312) |
| 7  | Andy Rowland      | 1978–1986                     | 79 (287)      | 11 (24)       | 8 (28)         | 0 (6)       | 98 (345)  |
| 8  | Duncan Shearer    | 1988–1992                     | 79 (164)      | 7 (9)         | 11 (19)        | 1 (7)       | 98 (199)  |
| 9  | Freddy Wheatcroft | 1904–1905 1905–1906 1909–1917 | 86 (216)      | 9 (25)        | 0 (2)          | 3 (2)       | 98 (245)  |
| 10 | Ernie Hunt        | 1960–1965                     | 82 (214)      | 6 (12)        | 0 (11)         | 0 (0)       | 88 (237)  |

### Álomcsapat
A 2009/10-es szezon alatt a Swindon Advertiser olvasói és a Swindon Town weboldalának látogatói összeállíthatták a klub álomcsapatát.
A táblázatban csak a tétmeccsek száma szerepel.
| #  | Poszt | Név              | Meccsszám   |
| -- | ----- | ---------------- | ----------- |
| 1  | K     | Fraser Digby     | 505         |
| 2  | JH    | Rod Thomas       | 355         |
| 3  | BH    | Paul Bodin       | 297         |
| 4  | KH    | Shaun Taylor     | 259         |
| 5  | KH    | Colin Calderwood | 414         |
| 6  | KP    | Glenn Hoddle     | 75          |
| 7  | JSZ   | Mike Summerbee   | 244         |
| 8  | KP    | Alan McLoughlin  | 136         |
| 9  | CS    | Jan Åge Fjørtoft | 87          |
| 10 | CS    | Duncan Shearer   | 199         |
| 11 | BSZ   | Don Rogers       | 490         |
|    | Edző  | Lou Macari       | (1984–1989) |

### Dicsőségfal
2011. december 15-én a Swindon Advertiserben megjelentek szerint a Swindon vezetősége létrehozott egy dicsőségfalat, melyre elsőként Don Rogers, John Trollope és Paul Bodin neve került fel. A többiek neve december 30-án került nyilvánosságra, a BBC wiltshire-i rádióadásán keresztül.

### A Swindon Town dicsőségfala
- Paul Bodin (2011-ben beszavazva)
- Don Rogers (2011-ben beszavazva)
- John Trollope (2011-ben beszavazva)

### Az angol labdarúgás dicsőségfala
A következő listában azok, az angol labdarúgás dicsőségfalára felkerült játékosok és edzők szerepelnek, akik pályafutásuk során megfordultak a Swindon Townban.
| - Játékosok - Herbert Chapman | - Menedzserek - Dave Mackay - Glenn Hoddle - Ossie Ardiles |

### Swindon-játékosok világbajnokságokon
A következő listában azok a játékosok szerepelnek, akik a Swindon Townnál töltött idejük alatt szerepeltek világbajnokságon.
- 1990-es világbajnokság
  -  Alan McLoughlin
- 1994-es világbajnokság
  -  Jan Åge Fjørtoft

## Címerek
A Swindon Town mezein az évek alatt öt különböző címer szerepelt. Az első logó jelvény alakú volt, egy vörösbegy volt látható benne és a sarkaiban a STFC betűk voltak olvashatók. Ezt követte a "gőzmozdonyos" címer, mely nagyrészt Swindon városának a címerén alapult. Hasonlóan jelvény alakú volt, mint az előző, belsejében keresztben a "Swindon Town FC" felirat volt olvasható és egy gőzmozdony is szerepelt rajta, ezzel utalva Swindon városának és a vasútnak a kötődésére. A címer tetején a vörösbegy volt látható, alatta pedig egy tekercsen a "Salubritas et Industria" (egészség és ipar) felirat szerepelt, mely Swindon hivatalos mottója.
Az 1970-es évek folyamán a klub ezt a logót is lecserélte egy újra, melyet "ST-nyilas" vagy "közlekedési táblás" címerként emlegettek a szurkolók. Ez kör alakú volt és piros alapon fehér betűkkel az "ST" rövidítés szerepelt rajta. A S-betű mindkét szára nyíl alakban végződött. A címer alján ívelten a klub teljes neve volt olvasható, mely fölött egy fehér pötty helyezkedett el, futball-labdát szimbolizálva.
Az 1985/86-os szezon után visszatért a mezekre a "gőzmozdonyos" címer felújított változata, melynek alján a mottó helyett a "Division Four Champions 1985/1986" (a negyedosztály bajnokai 1985/86) felirat volt olvasható.
Az újabb, gyémánt alakú logó az 1991/92-es szezonban került bemutatásra. A csapat az ezt megelőző években komoly anyagi gondokkal küzdött. A címerváltás célja az volt, hogy új, fiatalos imidzset adjon a csapatnak. Egy átsuhanó futball-labda volt látható rajta, mely a jövőbeli gyors sikerekre való törekvést szimbolizálta. A forma közepén egy S-betű húzódott, mint a Swindon szó rövidítése és megjelent benne a zöld szín is, mely akkoriban a mezeken is kiegészítő szín volt a vörös és fehér mellett.
2007. április 5-én a Swindon vezetői bejelentették, hogy szeretnék ismét lecserélni a címert, mondván, a "gyémánt" címer megfelelt az adott kor elvárásainak, de nem utalt semmilyen módon a klub történelmére és hagyományaira. Három vázlat is készült, melyek mind hasonlítottak a csapat legelső és a második, "gőzmozdonyos" címerére. A szurkolók szavazhattak a nekik legjobban tetszőre vagy negyedik opcióként választhatták azt, hogy maradjon továbbra is a "gyémánt" címer a hivatalos logó.
2007. április 23-án kihirdették a győztes tervezetet, melyre a szurkolók 68%-a voksolt. Az új logó a 2007/08-as idény előtt került bevezetésre és a mai napig használatban van. Ezen a "gőzmozdonyos" címer hagyományaihoz híven keresztben a "Swindon Town FC" felirat olvasható, látható rajta egy vörösbegy és a tetején egy gőzmozdony is, utalva Swindon vasútváros mivoltára. A logó aljára visszakerült a város mottóját hirdető felirat is.

## Klubszínek és mezek

### Hazai mez
A csapat eredetileg fehér mezben és fekete nadrágban, valamint sportszárban lépett pályára, melyet az idegenbeli meccsekre egy kék szalaggal egészített ki. A fehér mezt egy vörös-fekete, negyedelt színfelosztású felsőre cserélte, amikor 1894-ben belépett a Southern Football League-be. 1897-ben újabb színcsere következett, melyről a Swindon Advertiser című lap így számolt be: "A Swindon Town FC új meze zöld lesz, fehér ujjakkal. Viszlát a jól ismert vörös-fekete színösszeállításnak."
A zöld ruhafestékek beszerzésével gondok adódtak, így ez a mez nem sokáig maradt használatban és 1901-ben visszatért a jól ismert vörös szín. Ez eleinte egy sötétebb, bordó árnyalat volt, de az 1902/03-as szezonra világosabb árnyalatra váltott a klub. Ekkor, a szezon első meccsén került be először a hivatalos műsorfüzetbe a "The Robins" (vörösbegy) szó, mint a csapat beceneve.
A Swindon Town azóta is különböző árnyalatú vörös és fehér színösszetételű mezekben játssza hazai mérkőzéseit. A leggyakoribbak fehér galléros vörös mezek voltak, fehér vagy vörös sorttal kiegészítve, ezért a csapatot sokszor emlegetik "Red and White Army" (vörös-fehér hadsereg) néven a szurkolók. Az 1985/86-os szezonban, amikor a klub bajnok lett a negyedosztályban, például vörös alapon fehér hajszálcsíkos mezt, fehér nadrágot és vörös sportszárat viseltek a játékosok. A drukkerek ekkor is gyakran hívták csapatukat a lelátói rigmusokban Lou Macari vörös-fehér hadseregének.
Az 1991-es arculatfrissítés után kiegészítőszínként a zöld is bekerült a mezek színösszeállításába, utalva a rövid életű zöld mezre a századforduló idejéből. A zöld elemek a 2007-es logóváltás után ismét teljesen eltűntek a mezről.

### Idegenbeli mez
A klub idegenbeli mezei csak az 1990-es években kezdtek el rendszeresen változni, amikor a klubok egyre jobban felismerték a replika mezek eladásában rejlő lehetőségeket. A Swindon első valódi idegenbeli szerelése, mely teljesen eltért a hazaitól, teljesen kék volt. Az 1969-es Ligakupa-döntőn azonban nem ezt, hanem egy a szurkolók által megszavazott, teljesen fehér szerelést használt a csapat.
Az 1980-as években a klub megváltoztatta idegenbeli szerelésének színösszeállítását. A mez fehér, míg a nadrág és a sportszár fekete lett, csakúgy, mint a legelső mezen. Ezután bemutatásra került egy harmadik számú, sárga mezből és kék sortból álló szerelés is. Az 1980-as évek nagy részében e két színösszeállítás között váltogatott a csapat az idegenbeli szereléseket illetően.
A következő változás az 1991-es arculatváltáskor következett be. Ekkor az idegenbeli mez színösszeállítása zöld-fehér lett, ezt a szurkolók a "krumplinyomdás" mezként emlegetik, érdekes mintázata miatt. A sötétkék rövidnadrággal kiegészített szerelés 1993-ig maradt használatban, amikor visszatért a sárga-kék összeállítás, zöld gallérral kiegészítve.
Az 1996/97-es szezonban bemutatásra került egy különleges, olajzöld színű harmadik számú mez, az akkori mezszponzor, a Castrol tiszteletére.
2003-ban a csapat idegenbeli meze fekete-aranysárga csíkosra változott és megjelent egy fehér harmadik számú mez is. A 2006/07-es idényben a Swindon egy teljesen sötétkék szerelésben szerepelt idegenben. A sötétkék szín 2008-ban visszatért, de fehér sorttal kiegészítve. A 2009/10-es szezonra visszatért a fehér idegenbeli mez, de ezen a hazaitól eltérően nem a FourFourTwo, hanem a "FIFA 10" felirat volt olvasható, az EA-vel kötött szponzori szerződés miatt. Ugyanebben a szezonban a csapatnak volt egy teljesen kék harmadik számú szerelése is, melyet az FA Kupában és a rájátszásban a Charlton Athletic ellen használt.
A 2010/11-es idényben a csapat harmadik számú szerelése teljesen fekete volt, a következő szezonban ezt már idegenbeli mezként viselték a játékosok és bemutatásra került egy új, fehér harmadik számú mez, ami ismét az FA Kupában került használatba. Utóbbi mez esetében zúgolódást váltott ki a szurkolók körében, hogy a The People című bulvárlapot népszerűsítő szponzori felirat került rá. A 2012/13-as szezonban kék-sárga idegenbeli mezt használt a Town, ami szintén nem tetszett a szurkolók egy részének, mivel a közeli rivális Oxford United hivatalos klubszíneire emlékeztet.

### Mezszponzorok
| Időszak   | Mezgyártó       | Mezszponzor                                                     |
| --------- | --------------- | --------------------------------------------------------------- |
| 1980–81   | Adidas          |                                                                 |
| 1981–82   | Coffer Sports   |                                                                 |
| 1982–84   | Coffer Sports   | ISIS                                                            |
| 1984–89   | Spall           | Lowndes Lambert Group                                           |
| 1989–91   | Spall           | GWR FM                                                          |
| 1991–93   | Diamond Leisure | Burmah                                                          |
| 1993–95   | Loki            | Burmah                                                          |
| 1995–97   | Mizuno          | Castrol                                                         |
| 1997–99   | Mizuno          | Nationwide                                                      |
| 1999–2000 | Lotto           | Nationwide                                                      |
| 2000–02   | Xara            | Nationwide                                                      |
| 2002–03   | DGI             | Nationwide                                                      |
| 2003–05   | Strikeforce     | Nationwide                                                      |
| 2005–07   | Lonsdale        | Nationwide                                                      |
| 2007–08   | Lotto           | Kingswood Group                                                 |
| 2008–09   | Lotto           | FourFourTwo Magazine                                            |
| 2009–10   | Adidas          | FourFourTwo Magazine EA Sports                                  |
| 2010–11   | Adidas          | FourFourTwo Magazine EA Sports Samsung                          |
| 2011–12   | Adidas          | Samsung EA Sports FourFourTwo Magazine The People (FA Kupa-mez) |
| 2012–13   | Adidas          | Samsung FIFA 13                                                 |

A csapatot 1997 óta támogató Nationwide a klubot sújtó komoly anyagi problémák miatt bejelentette, hogy a 2006/07-es szezon végén megszünteti vele az együttműködést. Ez a mezszponzori és a stadionátnevezési szerződésre is vonatkozott. A Swindon pénzügyi igazgatója, Sandy Gray 2006. november 24-én így nyilatkozott: "Már folynak a tárgyalások egy céggel, mely nagyon szeretne szponzori szerződést kötni egy labdarúgóklubbal."
2007. június 7-én a csapat ötéves szerződést kötött egy helyi fejlesztőcéggel, a Kingswood Constructionnal. Ez a szerződés a mezekre és a stadion egy lelátójára vonatkozott és 100 ezer fontot hozott volna a klubnak egy évben. 2008. március 17-én azonban a két fél felbontotta a szerződést a Kingswood anyagi gondjai és fizetésképtelensége miatt. "Fel kellett bontanunk a Kingswooddal kötött szerződésünket, mivel a cég nem tudta teljesíteni a rá vonatkozó anyagi részt, ráadásul vezetőváltás előtt áll, nekünk pedig nem áll szándékunkban ilyen bizonytalan helyzetben lévő vállalattal együttműködni." – mondta a Town vezérigazgatója, Nick Watkins.
2008 júniusában a klub bejelentette, hogy a FourFourTwo lesz az új mezszponzor, mellyel hároméves szerződést kötött a csapat.

## Stadion

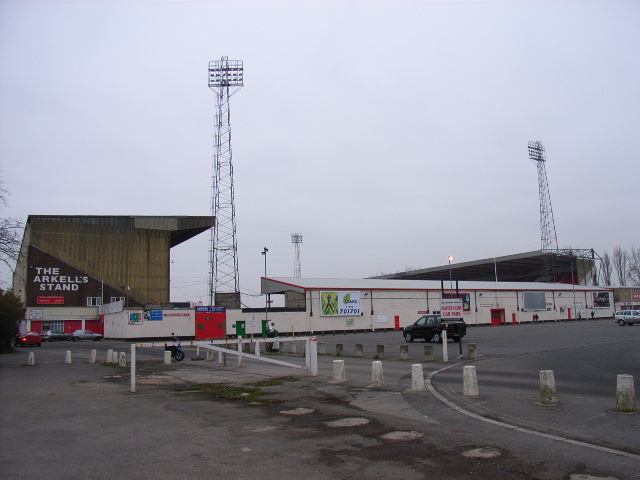
A County Ground belülről

A Swindon Town legelső pályája a Bath Roadtól délre volt található, az Okus kőbánya mellett. Miután egy fiatal néző beleesett a bánya egyik mély üregébe, a klub úgy döntött, hogy átköltözik a Lansdown Roadra. Ezután nem sokkal egy, a The Croft villa közelében található pályára tette át a székhelyét, ahol tizenegy évig maradt.
A csapat 1896-ban kezdte el használni a County Groundot, ahol jelenleg is játssza a hazai meccseit. Korábban, 1893-tól a közeli krikettpályát használta a klub, melyet szintén County Grondnak hívtak.
Az építkezés akkor indult meg, amikor Thomas Arkell az Arkell's Brewery sörgyár tulajdonosa 300 fontot adományozott a klubnak lelátóépítésre. A stadiont időről időre felújították, kibővítették. 1932-ben például tető került a Shrivenham Road felőli oldalon található lelátóra, majd később a Town End lelátó is fedett lett. Utóbbi építkezés 4300 fontba került és a szurkolói klub gyűjtötte össze rá a pénzt. A fedett lelátó 1938. augusztus 27-én nyitotta meg kapuit a nézők előtt. Jelenleg is ez a tető található a Town End lelátó fölött.
1940-ben, a hadügyminisztérium lefoglalta a stadiont és második világháborús hadifoglyok elszállásolására használta azt. A fogolytábort a pályán, néhány bódé felállításával hozták létre. 1945-ben, a háború végeztével 4570 fontot kapott kompenzációként a csapat.
1951-ben, 350 fontért a klub bevezette a villanyvilágítást a stadionba, ezzel a The Football League-ben az első olyan csapat lett, melynek pályáján reflektorok voltak. A világítást 1951. április 2-án, egy Bristol City elleni meccsen próbálta ki élesben is a Swindon, hat hónappal lehagyva az ebben a tekintetben második Arsenalt. Első villanyfényes bajnokiját 1956. május 29-én, a Millwall ellen játszotta a csapat úgy, hogy a sarkokban található reflektorok fényét a hosszanti oldalon húzódó lelátók tetején elhelyezett lámpákkal erősítették meg. Az első villanyfényes bajnoki mérkőzés tekintetében a Portsmouth stadionja, a Fratton Park hét nappal megelőzte a County Groundot. A jelenlegi reflektorok 1960-ban kerültek a County Groundra.
A stadion legtöbb, jelenleg is látható eleme 1950 és 1995 között épült. A legutóbbi nagy újítást a déli oldalon található nagy lelátó felépítése jelentette, melyeknek az elnevezési jogát szponzorok megvásárolhatják. A County Ground a világ egyetlen labdarúgó stadionja, ahol Rolex óra mutatja az időt. A Stratton Bank lelátón található óra az 1963-as feljutás alkalmából került beépítésre.
A földterület, amin a stadion áll, a swindoni önkormányzat tulajdonát képezi, így a Townnak bérleti díjat kell fizetnie a használatáért. Korábban szóba került, hogy a csapat egy olyan stadionba költözne, melyet teljes mértékben birtokol, hiszen így nagyobb bevételekre tehetne szert, ez azonban egyelőre anyagilag kivitelezhetetlen a klub számára. 2006-ban a TrustSTFC szurkolói alapítvány aláírásgyűjtésbe kezdett, mellyel az a célja, hogy rávegye az önkormányzatot, hogy építse újjá a County Groundot.

## Játékoskeret
2018-tól
| #  |     | Poszt | Név                                                    |
| -- | --- | ----- | ------------------------------------------------------ |
| 1  | CHI | K     | Lawrence Vigouroux                                     |
| 2  | ENG | V     | Kyle Knoyle                                            |
| 3  | WAL | KP    | Michael Doughty                                        |
| 4  | ENG | KP    | Jak McCourt                                            |
| 5  | ENG | V     | Sid Nelson (kölcsönben a Millwalltól)                  |
| 6  | ENG | V     | Olly Lancashire ()                                     |
| 7  | ENG | KP    | Jermaine McGlashan                                     |
| 8  | ENG | KP    | James Dunne                                            |
| 9  | ENG | CS    | Marc Richards                                          |
| 10 | ENG | CS    | Keshi Anderson                                         |
| 11 | ENG | KP    | Steven Alzate (kölcsönben a Brighton & Hove Albiontól) |
| 12 | ENG | K     | Will Henry                                             |
| 14 | ENG | KP    | Ellis Iandolo                                          |

| #  |     | Poszt | Név                                            |
| -- | --- | ----- | ---------------------------------------------- |
| 15 | SCO | V     | Chris Robertson                                |
| 16 | ENG | KP    | Martin Smith                                   |
| 17 | ENG | CS    | Elijah Adebayo (kölcsönben a Fulham-től)       |
| 20 | FRA | KP    | Toumani Diagouraga                             |
| 21 | SCO | KP    | Jordan Young                                   |
| 22 | ENG | CS    | Kaiyne Woolery                                 |
| 23 | ENG | K     | Luke McCormick                                 |
| 24 | ENG | CS    | Scott Twine                                    |
| 25 | ENG | V     | Joe Romanski                                   |
| 26 | ENG | V     | Dion Conroy                                    |
| 28 | ENG | CS    | Sol Pryce                                      |
| 31 | ENG | KP    | Matt Taylor                                    |
| 32 | ENG | V     | Luke Woolfenden (kölcsönben a Ipswich Towntól) |

## Női csapat
A Swindon Town Ladies FC 1993. szeptember 28-án alakult meg, a Swindon Spitfires Women's and Girls' Football Clubból kivált játékosokból. A csapat jelenleg a South West Combination Women's Football League-ben, az angol női labdarúgás negyedosztályában szerepel. A 2012/13-as szezonban fennállás során először eljutott az FA Women's Cup harmadik köréig, ahol a Gillingham LFC-től kapott ki hosszabbítás után, 1-0-ra. A csapat hazai mérkőzéseit a Fairford Town pályáján, a Cinder Lane-en játssza. A felnőtt csapat mellett a Swindon Town LFC három, különböző korosztályú fiatalokat felvonultató ificsapatot is működtet.

## Szurkolók

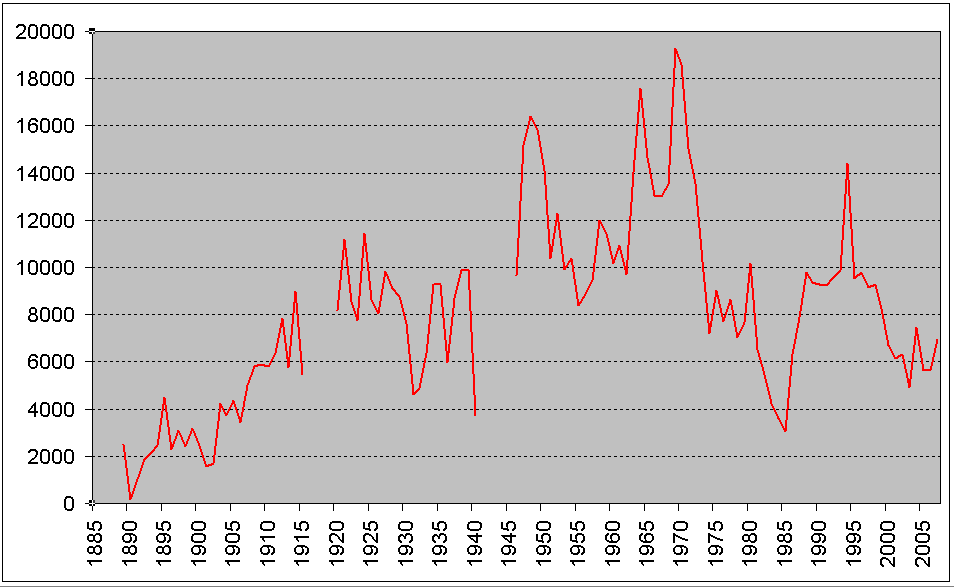
A Swindon átlag hazai nézőszámai 1889 óta

A klub legmagasabb átlagnézőszáma 32 ezer volt, utoljára az 1970-es évek elején volt rá példa, hogy ennyien kilátogattak a County Groundra. Bár Swindon nyüzsgő város, a legtöbben munkájuk miatt járnak oda más településekről, közülük csak kevesen szurkolnak a Townnak. Az utóbbi évtizedekben a csapat gyenge teljesítménye, a pénzügyi nehézségek és a Taylor-jelentés miatti stadionátalakítás következtében alaposan visszaesett a hazai nézőszám.
A County Ground jelenleg 15 728 ülőhelyet kínál a szurkolóknak. A 2004/05-ös szezonban mindössze 5839 fő volt az átlagnézőszám, ami azt jelenti, hogy a férőhelyek mindössze 37%-a volt kihasználva. A nézőszám a következő szezonra 5950-re emelkedett, ami 37,8%-os kihasználtságot jelentett. A 2006/07-es idény már nagyobb fellendülést hozott, ekkor átlagosan 7109 szurkoló látogatta a hazai meccseket, azaz a stadion ülőhelyeinek 45,2%-a volt kihasználva.
A szurkolói keménymag az 1980-as évek óta a County Ground Town End lelátóján foglal helyet és olyan korábbi és jelenlegi szurkolói magazinok fűződnek hozzá, mint a "The 69'er", a "Bring the Noise", a "Randy Robin" és a "The Magic Roundabout". A szurkolók "The Town", "The Reds" (vörösök), "STFC" és "Red and White Army" (vörös-fehér hadsereg) néven emlegetik a csapatot. A vörös-fehér hadsereg nevet előszeretettel használják magukra is. A Junior Robins egy gyermek szurkolói klub, melynek a célja, hogy alacsonyabb jegyárakat és különböző programokat biztosítson a fiatal szurkolók számára, valamint segítse őket az idegenbeli meccsekre való eljutásban. A tagság egyúttal lehetőséget biztosít a gyerekeknek arra is, hogy jelentkezzenek kabalafigurának, és hogy valamelyik, Swindon által működtetett labdarúgó-iskolával eddzenek.

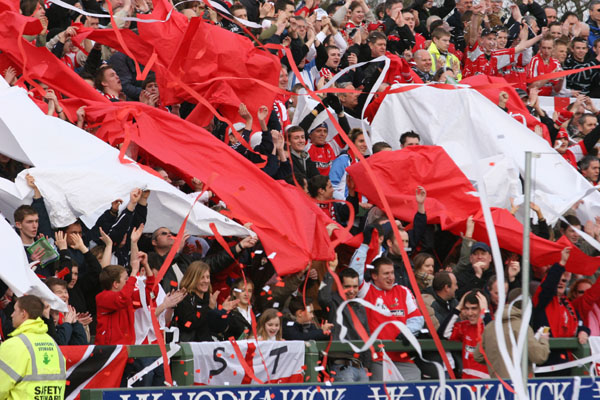
A Red Army Loud and Proud tagjai a tőlük megszokott zászlókkal

A TrustSTFC egy szurkolói alapítvány, mely 2000-ben alapult. A jelentkező drukkerek demokratikus szavazás útján kerülhetnek be az alapítványba, melynek célja, hogy adományokat gyűjtsön a klub számára és beleszólást biztosítson a szurkolóknak a vezetőség döntéseibe. A csoport rendszeresen vásárol a csapat részvényeiből és segít a befektetések terén. Emellett gyakran szervez gyűjtéseket új játékosok igazolására és a játékosok fizetésére. Az alapítvány jelenlegi egyik legfőbb célja, hogy kiharcolja a County Ground felújítását.
Egy 2007 januári, statisztikák alapján készített listából kiderült, hogy a The Football League 92 csapata közül a Swindon drukkerei az 5. legstresszesebbek. Mindezt a következőkkel indokolta a felmérést végző Littlewoods fogadóiroda: "Az 1990-es évek elején a Swindon Town megjárta a Premier League-et, ezt követően azonban rendkívül kemény idők jártak a szurkolókra a County Groundon. Kezdetként kedvenceik 1994-ben kiestek az első osztályból, majd egy évvel később újabb kiesés következett. Bár 1996-ban sikerült visszajutniuk a másodosztályba, végig az alsóházban tanyázott a klub, majd 2000-ben ismét kiesett. Egy évvel később mindössze egy ponton múlt, hogy a Swindon nem esett ki rögtön a harmadosztályból is. 2006-ban aztán nem tudta elkerülni a sorsát a csapat és kiesett a negyedosztályba. Ezzel a Swindon lett az első olyan klub, mely megjárta a Premier League-et, majd kiesett a The Football League legalacsonyabb osztályába. Ez valószínűleg komolyan megviselte a szurkolók idegeit."
A 2004/05-ös szezonban a csökkenő hazai nézőszám miatt új szurkolói csoport alakult "Red Army Loud and Proud" (hangos és büszke vörös hadsereg) néven azzal a céllal, hogy visszahozza a régi hangulatot, szórakozást a meccsnapokra és valódi "12. játékosa" legyen a csapatnak. A csoport tagjait könnyedén meg lehet ismerni színes zászlóikról, melyeket a meccsek alatt lengetnek. Az utóbbi években nőtt a hazai átlagnézőszám, a 2010/11-es idényben a kiesés ellenére is 8400-an járta ki a Town meccseire.

### Huliganizmus
A Swindon Town az 1970-es évek óta többször si bajba került huligánjai miatt. A csapathoz tartozó első ismert huligán csoport a Swindon Town Aggro Boys (STAB) volt. Egy 1978 márciusi, Wrexham elleni hazai meccsen a STAB tagjai rengeteg sárgarépát zúdítottak a vendégek kapusára. A klub akkori elnöke, Cecil Green később így nyilatkozott: "Célunknak tekintjük, hogy kiirtsuk az ilyen gonosz tetteket a lelátóinkról. Egy-két incidens egyenes ördöginek nevezhető." Az 1980-as években új huligáncsoport alakult, Swindon.Southside.Firm (SSF) névvel. A csoport neve onnan ered, hogy tagjai a stadion déli lelátóján foglaltak helyet. Egy Northampton Town elleni mérkőzés után az akkori menedzser, Lou Macari besétált több száz SSF-tagba, akik Northampton-szurkolókat üldöztek az utcán. Az edző később úgy fogalmazott, hogy a helyzet még rosszabb volt, mint egy Celtic-Rangers rangadó idején.
Az 1990-es években huligánok egy újabb csoportja jött létre, akik a Swindon Active Servie (SAS) nevet választották maguknak. Őket tartják felelősnek a legtöbb Oxford United és Reading elleni meccsen történt verekedésért. 1998 szeptemberében, egy Oxford elleni hazai meccset követően 19 SAS-tagot tartóztattak le a rendőrök. 2004. december 18-án, egy AFC Bournemouth elleni idegenbeli meccs előtt az SAS tagjai komoly összetűzésbe kerültek a hazai szurkolókkal, aminek eredményeképp 17-et előállítottak közülük és elrendelték a stadionokból való kitiltását azoknak, akiket bűnösnek találtak közülük. A verekedésre Bournemouth városának zsúfolt bevásárlóutcájában került sor. "Félelmetes és szörnyű jeleneteknek voltak szemtanúi azok, akik éppen karácsonyi ajándékokat vásároltak az adott időben." – fogalmazott a körzeti bíró, Roger House. A Swindon Advertiser című lap így számolt be a történtekről: "A környék tele volt a karácsonyi ünnepekre készülődő vásárlókkal, akik riadtan nézték végig, ahogy a szurkolók egymást püfölik és kirakatokat zúznak be."
2006. december 16-án 10 010 szurkoló látogatott ki a hazai, Bristol Rovers elleni rangadóra. Ez volt a szezon egyik legmagasabb hazai nézőszáma. A meccsen a két szurkolótábor között nézeteltérés tört ki, melynek következtében 11-et letartóztattak közülük. Az összetűrés során a drukkerek az Arknell's Stand székeit is megrongálták. "Az incidens során körülbelül 60 széket téptek ki a helyükről a szurkolók, amiket átdobáltak az ellenfél drukkereihez" – számolt be a történtekről a Western Daily Press. A visszavágó napján, Bristolban húsz Rovers-huligán támadt rá baseballütőkkel Swindon-szurkolókra egy pubban.
"Ha megnézzük Swindon városát, láthatjuk, hogy a rendőrség az elmúlt öt évben rengeteget tett azért, hogy visszaszorítsa a futballhuliganizmust" – írta Nick Lowles, a Hooligans 2: The M–Z of Britain's Football Hooligan Gangs című, brit huligánokról szóló könyvében.
A Swindon Town szintén sokat tesz a huliganizmus megállítása érdekében, azáltal, hogy a botrányosan viselkedő szurkolóit kitiltja a County Groundról. 2006-ban 29-en kaptak ilyen büntetést, ami komoly növekedés a 2005-ben elrendelt 11 kitiltáshoz képest. Ennek eredményeképp a meccsnapokon történt letartóztatások száma csökkent. A 2005/06-os szezonban már csak 22 embert vittek el a rendőrök a 2004/05-ös idényben letartóztatott 39-hez képest. A 2006-os világbajnokság meccseinek látogatásától eltiltott angol szurkolók közül 33-an a Swindon drukkerei voltak.

## Riválisok
Egy 2003-as, futballszurkolók bevonásával végzett felmérésből kiderült, hogy a The Football League csapatai közül a Swindon a 13. helyen áll, riválisainak számát illetően. A lista úgy alakult ki, hogy összeszámolták, hogy az adott csapatot hány csapat szurkolói sorolták az első három legfőbb rivális közé. A Swindon legkomolyabb riválisai a délnyugat-angliai Bristol Rovers és Bristol City, valamint a Temze völgyéből származó Reading és Oxford United. Utóbbi az 1960-as évekbeli, The Football League-be való bekerülése óta számít a Town riválisának.

### Az Oxford Uniteddel való rivalizálás
- Oxford United (51 km) – A Swindon szurkolói által a legkevésbé kedvelt csapat. A két klub közti éles rivalizálásának mindkét szurkolói tábor gyakran hangot ad a lelátói nótáiban, akkor is, ha épp nem egymás ellen játszanak a csapatok.

### A Readinggel való rivalizálás
- Reading (64 km) – A Swindon legrégebbi riválisa, a két csapat 1892-ben csapott össze egymással először. Mivel a Reading az utóbbi időben magasabb osztályokban szerepelt, a rivalizálás heve alábbhagyott és a Swindon-drukkerek is egyre ritkábban említik meg a kék-fehéreket a szurkolói dalokban.

### A Bristol Roversszel és Bristol Cityvel való rivalizálás
- Bristol Rovers (58 km) – A második legrégebbi rivális. Először 1897-ben, a Western League-ben játszott egymással a két csapat. 1899-től 1953-ig rendre ugyanabban az osztályban szerepelt a két klub.
- Bristol City (64 km) – Bár egyik csapat sem számít a másik első számú riválisának, mindig kiéleződnek a szurkolók közti ellentétek, ha egy osztályban szerepelnek, különösen az egymás elleni meccsek idején.

### Egyéb riválisok
- Gillingham (188 km) – Sok Gillingham-szurkoló a Swindont tartja csapata legnagyobb riválisának. Bár ez fordítva nem igaz, a két csapat valóban játszott néhány paprikás hangulatú meccset egymással a múltban.[79] A 2005/06-os idényben különösen emlékezetessé vált a két klub Priestfielden rendezett meccse, amikor is a swindoniak a stadion kijáratánál megtámadták a hazai szurkolókat. Ez volt a Swindon és a Gillingham első meccse egy 1987-es playoff-találkozó óta.[80]

## Szakmai stáb

### Vezetőség és edzők
| Munkakör             | Név                                                  |
| -------------------- | ---------------------------------------------------- |
| Elnök                | Jed McCrory                                          |
| Igazgatók            | Jed McCrory, Gary Hooper, Steve Murrall, Callum Rice |
| Pénzügyi igazgató    | Jelenleg nincs                                       |
| Menedzser            | Kevin MacDonald                                      |
| Menedzserasszisztens | Mark Cooper                                          |
| Megbízott kapusedző  | Fraser Digby                                         |
| Erőnléti edző        | Michael Peacock                                      |
| Ifiedző              | Paul Bodin                                           |
| Tehetségkutató       | Jeremy Newton                                        |
| Fizikoterapeuta      | Paul Godfrey                                         |

### Menedzserek

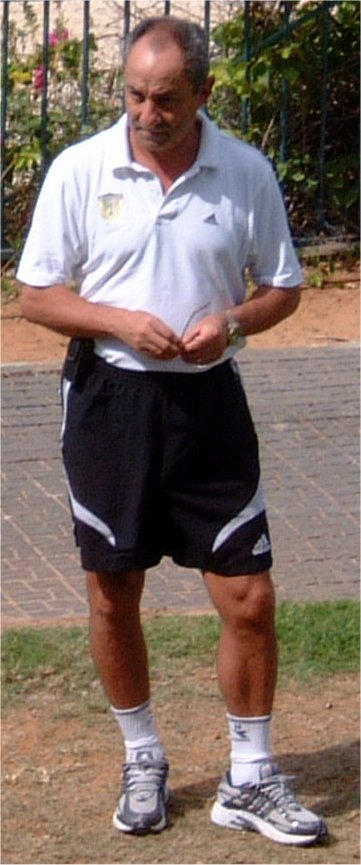
Ossie Ardiles, aki 1989 és 1991 között volt a csapat menedzsere

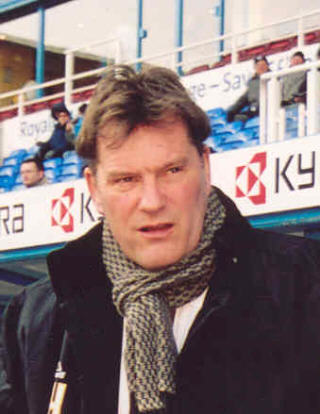
Glenn Hoddle, aki a Premier League-be vezette a Swindont

2013. március 3. szerint. Kizárólag tétmeccsek szerepelnek a statisztikákban.
| Név             | Nemzetiség     | Kinevezés | Távozás | Eredmények | Eredmények | Eredmények | Eredmények | Eredmények | Eredmények |
| Név             | Nemzetiség     | Kinevezés | Távozás | M          | Gy         | D          | V          | RG         | KG         |
| --------------- | -------------- | --------- | ------- | ---------- | ---------- | ---------- | ---------- | ---------- | ---------- |
| Sam Allen       | Anglia         | 1902      | 1933    | 1127       | 487        | 248        | 392        | 1988       | 1660       |
| Ted Vizard      | Wales          | 1933      | 1939    | 285        | 108        | 63         | 114        | 455        | 481        |
| Neil Harris     | Skócia         | 1939      | 1940    | 33         | 10         | 10         | 13         | 69         | 73         |
| Louis Page      | Anglia         | 1945      | 1953    | 369        | 135        | 95         | 139        | 515        | 570        |
| Maurice Lindley | Anglia         | 1953      | 1955    | 93         | 26         | 25         | 42         | 114        | 134        |
| Bert Head       | Anglia         | 1956      | 1965    | 426        | 160        | 108        | 158        | 660        | 637        |
| Danny Williams  | Anglia         | 1965      | 1969    | 222        | 104        | 58         | 60         | 377        | 237        |
| Fred Ford       | Anglia         | 1969      | 1971    | 122        | 50         | 34         | 38         | 175        | 140        |
| Dave Mackay     | Skócia         | 1971      | 1972    | 45         | 14         | 13         | 18         | 58         | 66         |
| Les Allen       | Anglia         | 1972      | 1974    | 62         | 13         | 20         | 29         | 61         | 94         |
| Danny Williams  | Anglia         | 1974      | 1978    | 227        | 87         | 61         | 79         | 340        | 328        |
| Bobby Smith     | Anglia         | 1978      | 1980    | 132        | 63         | 25         | 44         | 208        | 169        |
| John Trollope   | Anglia         | 1980      | 1983    | 121        | 43         | 33         | 45         | 161        | 153        |
| Ken Beamish     | Anglia         | 1983      | 1984    | 68         | 26         | 17         | 25         | 99         | 87         |
| Lou Macari      | Skócia         | 1984      | 1989    | 285        | 138        | 67         | 80         | 449        | 340        |
| Osvaldo Ardiles | Argentína      | 1989      | 1991    | 106        | 40         | 33         | 33         | 163        | 140        |
| Glenn Hoddle    | Anglia         | 1991      | 1993    | 120        | 51         | 32         | 37         | 202        | 162        |
| John Gorman     | Skócia         | 1993      | 1994    | 72         | 15         | 20         | 37         | 90         | 148        |
| Steve McMahon   | Anglia         | 1994      | 1998    | 204        | 75         | 49         | 80         | 245        | 277        |
| Jimmy Quinn     | Észak-Írország | 1998      | 2000    | 85         | 19         | 21         | 45         | 84         | 141        |
| Colin Todd      | Anglia         | 2000      | 2000    | 18         | 4          | 6          | 8          | 16         | 29         |
| Andy King       | Anglia         | 2000      | 2001    | 36         | 12         | 10         | 14         | 43         | 43         |
| Roy Evans       | Anglia         | 2001      | 2001    | 26         | 10         | 6          | 10         | 30         | 35         |
| Andy King       | Anglia         | 2001      | 2005    | 193        | 71         | 48         | 74         | 265        | 263        |
| Iffy Onuora     | Skócia         | 2005      | 2006    | 40         | 10         | 15         | 15         | 40         | 56         |
| Dennis Wise     | Anglia         | 2006      | 2006    | 17         | 9          | 5          | 3          | 24         | 14         |
| Paul Sturrock   | Skócia         | 2006      | 2007    | 52         | 26         | 11         | 15         | 71         | 51         |
| Maurice Malpas  | Skócia         | 2008      | 2008    | 42         | 13         | 11         | 18         | 59         | 61         |
| Danny Wilson    | Észak-Írország | 2008      | 2011    | 120        | 43         | 40         | 37         | 173        | 160        |
| Paul Hart       | Anglia         | 2011      | 2011    | 11         | 1          | 4          | 6          | 6          | 12         |
| Paolo di Canio  | Olaszország    | 2011      | 2013    | 95         | 53         | 19         | 23         | 155        | 76         |
| Kevin MacDonald | SCO            | 2013      |         | 10         | 3          | 3          | 4          | 12         | 12         |

(Jelmagyarázat: M = Mérkőzések, Gy = Győzelmek, D = Döntetlenek, V = Vereségek, RG = Rúgott gólok, KG = Kapott gólok)

### Megbízott menedzserek
2013. február 28. szerint. Kizárólag tétmeccsek szerepelnek a statisztikákban.
| Név                         | Nemzetiség  | Kinevezés | Távozás | Eredmények | Eredmények | Eredmények | Eredmények | Eredmények | Eredmények |
| Név                         | Nemzetiség  | Kinevezés | Távozás | M          | Gy         | D          | V          | RG         | KG         |
| --------------------------- | ----------- | --------- | ------- | ---------- | ---------- | ---------- | ---------- | ---------- | ---------- |
| Danny Williams              | Anglia      |           |         | -          | -          | -          | -          | -          | -          |
| Tony Galvin                 | Írország    | 1991      | 1991    | -          | -          | -          | -          | -          | -          |
| Andy Rowland                | Anglia      | 1994      | 1994    | 3          | 1          | 1          | 1          | 4          | 4          |
| Mike Walsh                  | Írország    | 1998      | 1998    | 2          | 0          | 1          | 1          | 1          | 2          |
| David Tuttle                | Anglia      | 2006      | 2006    | 0          | 0          | 0          | 0          | 0          | 0          |
| Ady Williams                | Wales       | 2006      | 2006    | 2          | 0          | 0          | 2          | 1          | 3          |
| David Byrne                 | Anglia      | 2007      | 2008    | 8          | 2          | 3          | 3          | 9          | 14         |
| David Byrne                 | Anglia      | 2008      | 2008    | 8          | 1          | 4          | 3          | 12         | 14         |
| Paul Bodin                  | Wales       | 2011      | 2011    | 2          | 1          | 0          | 1          | 2          | 2          |
| Fabrizio Piccareta          | Olaszország | 2013      | 2013    | 1          | 1          | 0          | 0          | 3          | 1          |
| Tommy Miller és Darren Ward | Anglia      | 2013      | 2013    | 2          | 0          | 1          | 1          | 1          | 2          |

(Jelmagyarázat: M = Mérkőzések, Gy = Győzelmek, D = Döntetlenek, V = Vereségek, RG = Rúgott gólok, KG = Kapott gólok)

## Kapcsolódó olvasmányok
- Mattick, Dick. The Robins – The Story of Swindon Town Football Club. Buckingham: Sporting and Leisure press (1989). ISBN 0-86023-460-6
- Mattick, Dick. Swindon Town Football Club 100 Greats. Tempus Publishing (2002). ISBN 0-7524-2714-8
- Mattick, Dick. Swindon Town F.C.: 50 Classic Matches. Tempus Publishing (2004). ISBN 0-7524-2866-7
- Hayes, Dean. Swindon Town Football Club: An A-Z. Aureus (2001). ISBN 1-899750-06-1
- Plowman, Paul. Swindon Town : 1879–2009 The Combined Volume. Footprint Publications (2009). ISBN 978-0-9562819-0-6

## Külső hivatkozások
- Hivatalos honlap
- A npi csapat honlapja[halott link]
- A Swindon playoff-meccseinek statisztikái Archiválva 2014. április 9-i dátummal a Wayback Machine-ben
- A csapattal kapcsolatos hírek a BBC-n